# Macdunnoughia
Macdunnoughia is een geslacht van nachtvlinders uit de familie Noctuidae.
De wetenschappelijke naam verwijst naar de Canadees J.H. McDunnough (1877 - 1962), die de onderfamilie Plusiinae herzag.

## Soorten
- Macdunnoughia confusa (getekende gamma-uil) (Stephens, 1850)
- Macdunnoughia crassisigna (Warren, 1913)
- Macdunnoughia hybrida Ronkay, 1986
- Macdunnoughia purissima (Butler, 1878)
- Macdunnoughia tetragona (Walker, 1858)